# Villers (Vosges)
Pour les articles homonymes, voir Villers.
Villers est une commune française située dans le département des Vosges, en région Grand Est.
Ses habitants sont appelés les Villerois.
Le village fait partie de la communauté de communes de Mirecourt Dompaire.

## Géographie

### Localisation
Proche de Mirecourt, Villers reste à l'écart des grands axes. Le village ancien s'est implanté près d'un vallon creusé par le ruisseau de Talencourt.

### Géologie et relief
Les nouvelles constructions bordent les voies de communication, en direction de Vroville (2 km), d'Ahéville (3 km) ou de Mirecourt (4 km). Le paysage très vallonné offre une variété de panoramas de vergers, vignes, forêt, et prairies. Cette végétation luxuriante donne au village une impression de quiétude.
La commune se compose de 3,08 hectares de de territoires artificialisés (6,64 %), 354,50 hectares de territoires agricoles (72,72 %) et 110,14 hectares de forêts et milieux semi-naturels  (110,14 %).
Espaces naturels :
- Une zone naturelle d'intérêt écologique, faunistique et floristique (Znieff) :  Vergers de Mirecourt[3].

|           | Mazirot          | Avillers |
| Mirecourt | Villers (Vosges) | Vroville |
|           | Vroville         | Vroville |

### Hydrographie et les eaux souterraines
Hydrogéologie et climatologie : Système d’information pour la gestion des eaux souterraines du bassin Rhin-Meuse :
Territoire communal : Occupation du sol (Corinne Land Cover); Cours d'eau (BD Carthage),
Géologie : Carte géologique; Coupes géologiques et techniques,
 Hydrogéologie : Masses d'eau souterraine; BD Lisa; Cartes piézométriques.

#### Réseau hydrographique
La commune est située dans le bassin versant du Rhin au sein du bassin Rhin-Meuse. Elle est drainée par le ruisseau de Talencourt,.

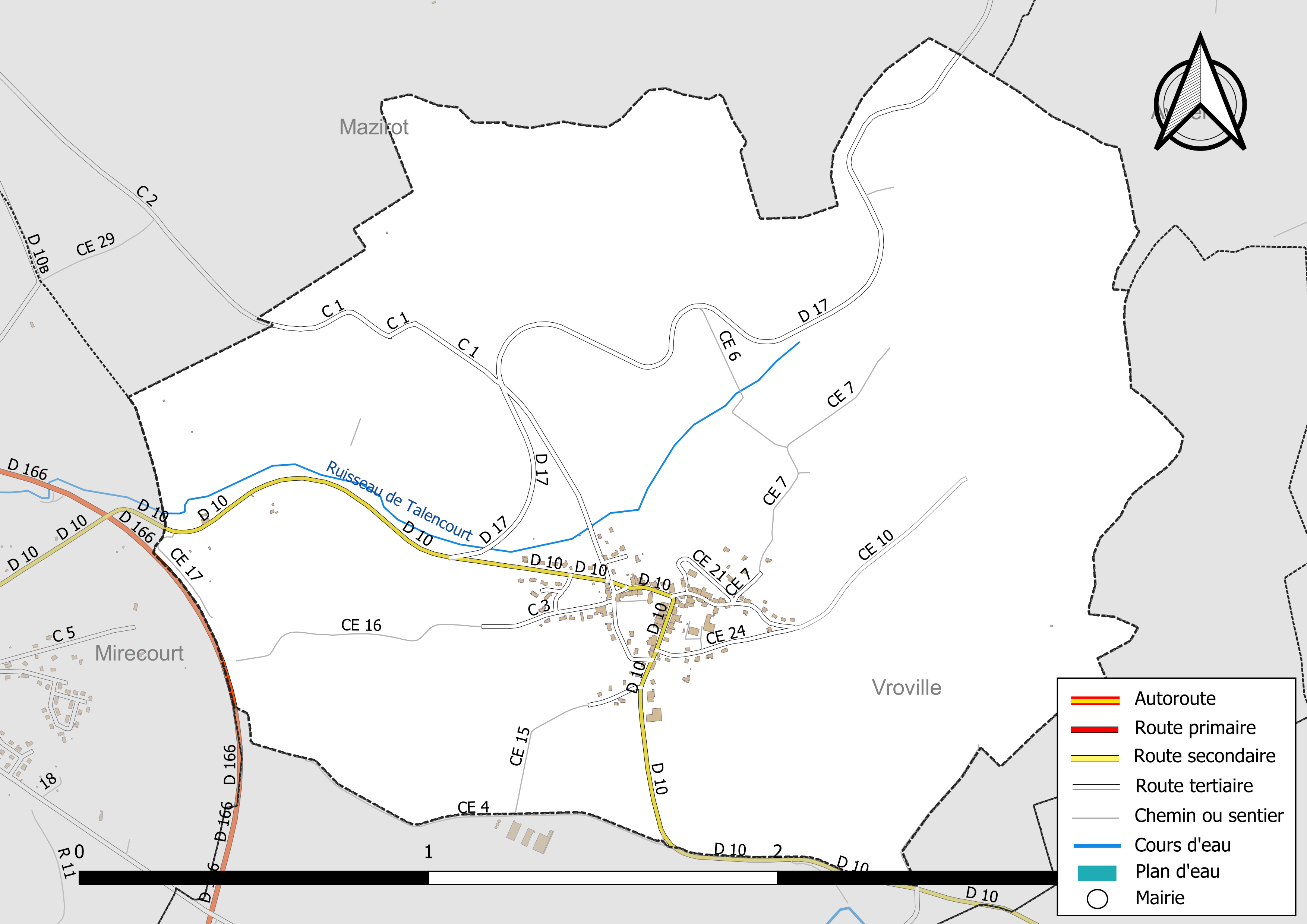
Réseaux hydrographique et routier de Villers.

#### Gestion et qualité des eaux
Le territoire communal est couvert par le schéma d'aménagement et de gestion des eaux (SAGE) « Nappe des Grès du Trias Inférieur ». Ce document de planification, dont le territoire comprend le périmètre de la zone de répartition des eaux de la nappe des Grès du trias inférieur (GTI), d'une superficie de 1 497 km2, est en cours d'élaboration. L’objectif poursuivi est de stabiliser les niveaux piézométriques de la nappe des GTI et atteindre l'équilibre entre les prélèvements et la capacité de recharge de la nappe. Il doit être cohérent avec les objectifs de qualité définis dans les SDAGE Rhin-Meuse et Rhône-Méditerranée. La structure porteuse de l'élaboration et de la mise en œuvre est le conseil départemental des Vosges.
La qualité des cours d’eau peut être consultée sur un site dédié géré par les agences de l’eau et l’Agence française pour la biodiversité.

### Climat
Pour des articles plus généraux, voir Climat du Grand Est et Climat des Vosges.
En 2010, le climat de la commune est de type climat des marges montargnardes, selon une étude du Centre national de la recherche scientifique s'appuyant sur une série de données couvrant la période 1971-2000. En 2020, Météo-France publie une typologie des climats de la France métropolitaine dans laquelle la commune est exposée à un climat semi-continental et est dans la région climatique Lorraine, plateau de Langres, Morvan, caractérisée par un hiver rude (1,5 °C), des vents modérés et des brouillards fréquents en automne et hiver.
Pour la période 1971-2000, la température annuelle moyenne est de 9,5 °C, avec une amplitude thermique annuelle de 16,8 °C. Le cumul annuel moyen de précipitations est de 973 mm, avec 12,7 jours de précipitations en janvier et 10 jours en juillet. Pour la période 1991-2020, la température moyenne annuelle observée sur la station météorologique de Météo-France la plus proche, « Mirecourt-inra », sur la commune de Mirecourt à 3 km à vol d'oiseau, est de 10,4 °C et le cumul annuel moyen de précipitations est de 824,3 mm. 
La température maximale relevée sur cette station est de 39,5 °C, atteinte le 25 juillet 2019 ; la température minimale est de −19,5 °C, atteinte le 20 décembre 2009,,.
Les paramètres climatiques de la commune ont été estimés pour le milieu du siècle (2041-2070) selon différents scénarios d'émission de gaz à effet de serre à partir des nouvelles projections climatiques de référence DRIAS-2020. Ils sont consultables sur un site dédié publié par Météo-France en novembre 2022.

## Urbanisme

### Typologie
Au 1er janvier 2024, Villers est catégorisée commune rurale à habitat dispersé, selon la nouvelle grille communale de densité à sept niveaux définie par l'Insee en 2022.
Elle est située hors unité urbaine. Par ailleurs la commune fait partie de l'aire d'attraction de Mirecourt, dont elle est une commune de la couronne,. Cette aire, qui regroupe 33 communes, est catégorisée dans les aires de moins de 50 000 habitants,.

### Occupation des sols
L'occupation des sols de la commune, telle qu'elle ressort de la base de données européenne d’occupation biophysique des sols Corine Land Cover (CLC), est marquée par l'importance des territoires agricoles (71 % en 2018), en diminution par rapport à 1990 (77,6 %). La répartition détaillée en 2018 est la suivante : 
prairies (50,7 %), forêts (22,4 %), terres arables (20,1 %), zones urbanisées (6,6 %), cultures permanentes (0,2 %). L'évolution de l’occupation des sols de la commune et de ses infrastructures peut être observée sur les différentes représentations cartographiques du territoire : la carte de Cassini (XVIIIe siècle), la carte d'état-major (1820-1866) et les cartes ou photos aériennes de l'IGN pour la période actuelle (1950 à aujourd'hui).

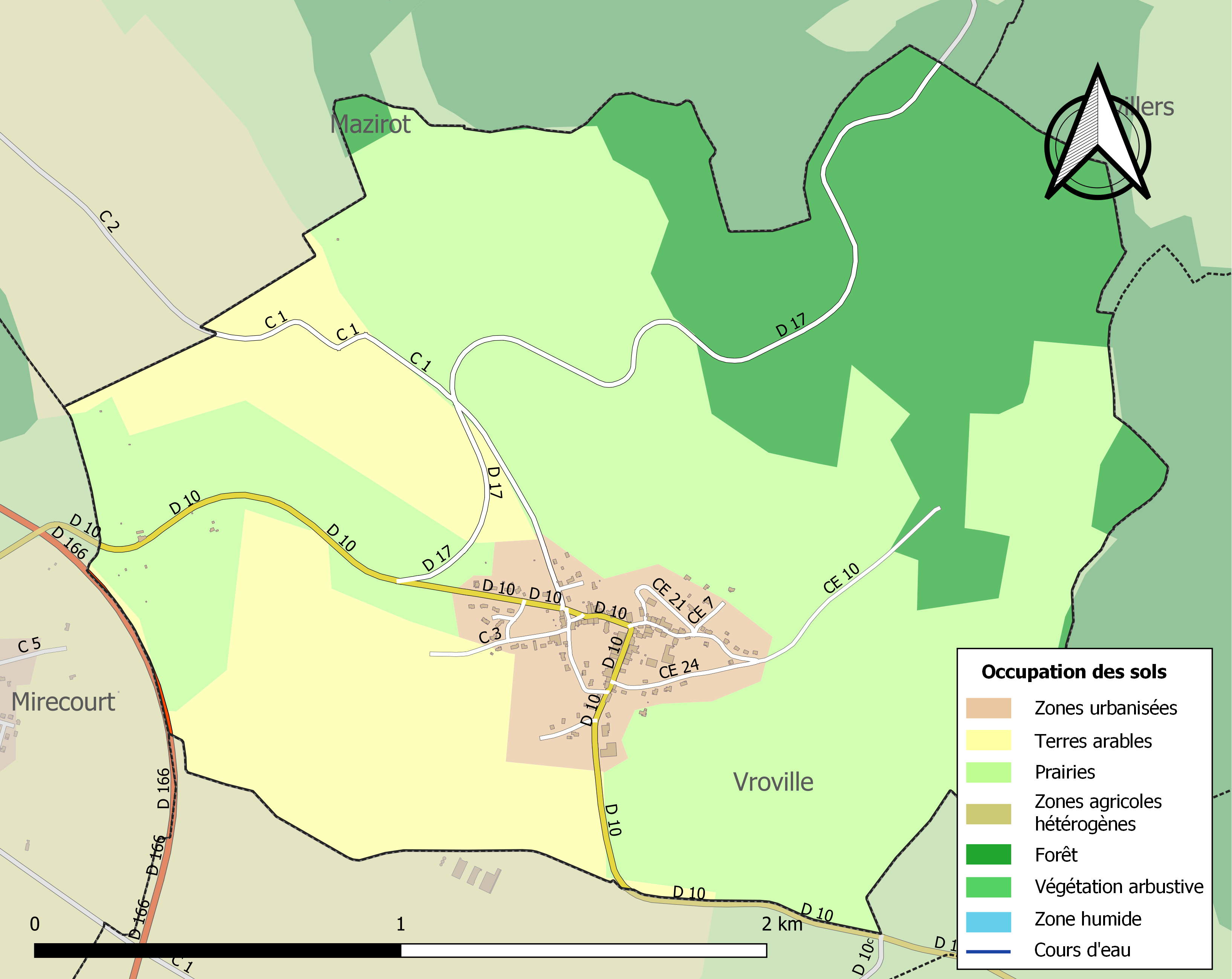
Carte des infrastructures et de l'occupation des sols de la commune en 2018 (CLC).

## Toponymie
Le nom de la localité est attesté sous les formes Viller près Mirecourt (1558) ; Villers (1597) ; Veley, Villers (1656) ; Viller-devant-Mirecourt (1753) ; Villers et Rabiémont (1835) ; Villers-Rabiémont.
Villers est un appellatif toponymique français et un patronyme qui procède généralement du bas latin villare, dérivé lui-même du gallo-roman villa « domaine rural », issu du latin villa rustica. Il est apparenté aux types toponymiques Villars, Viller, Villiers, Weiler et Willer.

## Histoire
L'ancienne communauté de Rabiémont a été réunie à Villers entre 1790 et 1794.
La première mention de Villers apparaît en 1248 dans un acte du duc de Lorraine remettant les terres de Villers à Jean le Fauche.
En 1842, les trois villages sont érigés en paroisses distinctes, et l’église de Rabiémont est abandonnée, son presbytère vendu en 1848.

### Particularisme coutumier de l'ancien régime
Dans sa thèse pour le doctorat en droit, Charles Sadoul, cite Villers parmi les villages dont le juge de proximité était le curé, hormis les cas de sang et plaies ouvertes. Le curé avait alors la qualité de seigneur du village.

### Personnage historique

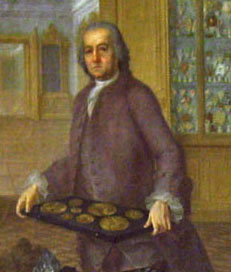
Valentin Jameray-Duval représenté avec des pièces de monnaie illustrant l'une de ses passions, la numismatique

Parmi ses personnalités historiques, la Lorraine compte Valentin Jamerey-Duval. Cet érudit du XVIIIe siècle issu du plus bas de l'échelle sociale, s'est hissé à la cour ducale de Lorraine puis à la cour impériale d'Autriche.
Il est généralement admis qu'il soit né à Arthonnay aujourd'hui dans le département de l'Yonne. Cependant, dans le livre intitulé Lunéville, promenades et excursions dans les communes des six cantons paru en 1838 et réédité en 1993, l'auteur affirme que Jamerey-Duval s'appelait simplement Duval et qu'il est né non pas à Arthonnay mais « à Viller près de Mirecourt » (il écrit bien Viller). Pour appuyer sa thèse, M. Guerrier se fonde sur une pièce signée par Duval lui-même et contresignée par un ermite nommé frère Martinien. Cette pièce fut, selon l'auteur, déposée chez Cognel, notaire à Lunéville dont l’étude fut ensuite reprise par un nommé Guibal.
Cet acte semble authentique et a été publié dans le journal de la société d'archéologie lorraine en 1860, page 41. C'est donc Jamerey-Duval qui aurait voulu masquer ses origines, à ce moment précis. Il n'en parle plus du tout de Villers par la suite.
M. Guerrier affirme également que Dominique Duval se serait absenté de la cour d'Autriche pour faire un voyage à Paris. En repartant, il aurait fait un détour par Villers. Il racheta la chaumière de son père et fit bâtir à la place une maison qu’il donna à la commune pour y loger l’instituteur. Dans sa correspondance, Jamerey-Duval parle effectivement de la construction d'une école mais rien ne prouve qu'elle se situe à Villers.
ERUDHiLOR est un site qui recense les érudits lorrains. Une page est consacrée à Valentin Jamerey-Duval.

## Politique et administration

### Découpage territorial
La commune a intégré la communauté de communes de Mirecourt Dompaire à sa création, le 1er janvier 2017.
Par arrêté préfectoral du 15 septembre 2023, la commune est retirée le 1er janvier 2024 de l'arrondissement d'Épinal et rattachée à l'arrondissement de Neufchâteau.

### Liste des maires
| Période                                  | Période   | Identité          | Étiquette | Qualité                       |
| ---------------------------------------- | --------- | ----------------- | --------- | ----------------------------- |
| Les données manquantes sont à compléter. |           |                   |           |                               |
| avant 1981                               | 1983      | Fernand Maillard  | DVG       |                               |
| 1983                                     | ?         | Lucien Jouvenot   |           |                               |
|                                          | mars 2001 | Jean-Paul Morizot |           |                               |
| mars 2001                                | mai 2020  | Jean-Luc Cousot   | DVD       |                               |
| mai 2020                                 | En cours  | Marilyna Vantini  |           | Cadre de la fonction publique |

### Budget et fiscalité 2023

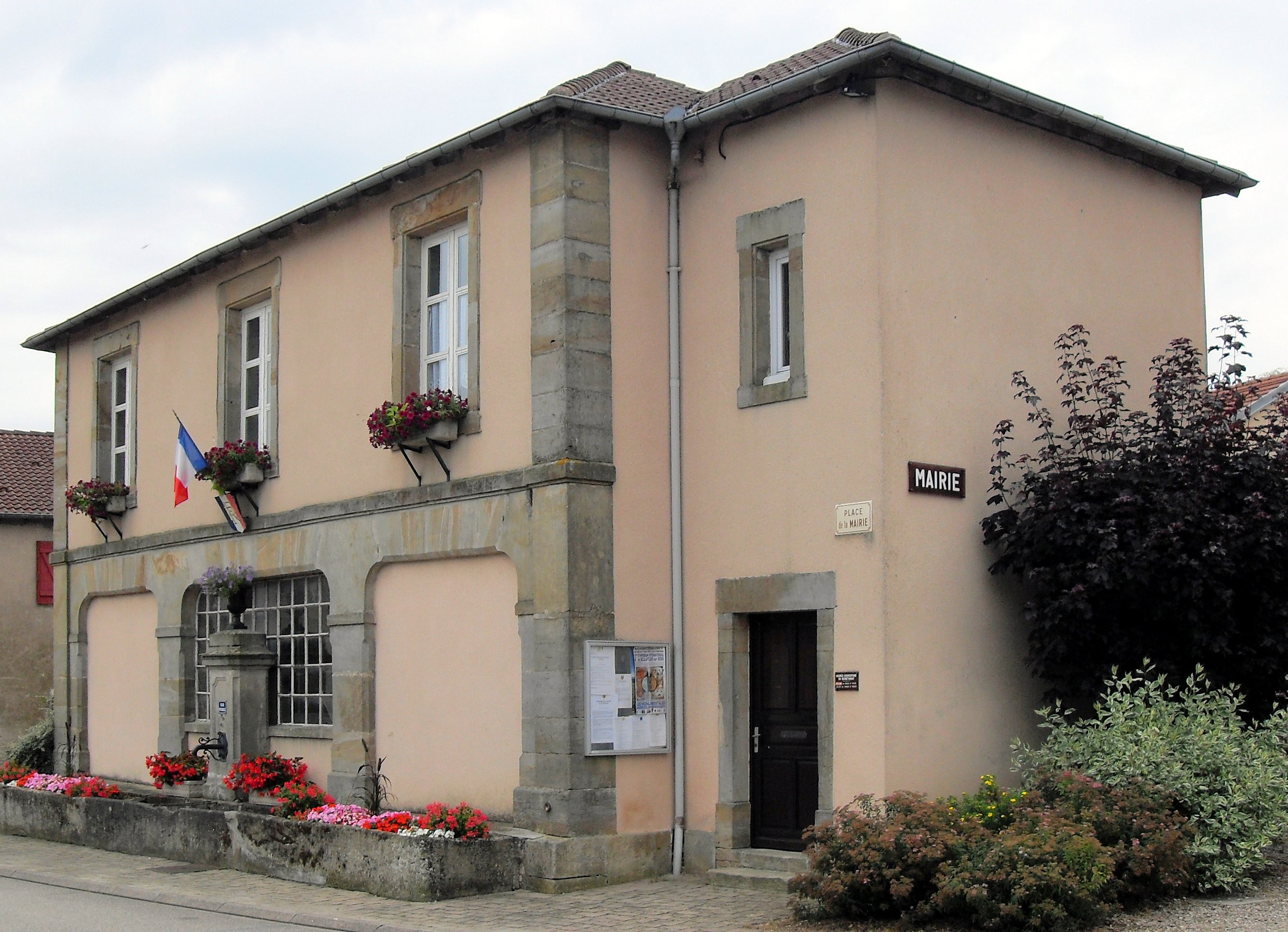
La mairie.

En 2023, le budget de la commune était constitué ainsi :
- total des produits de fonctionnement : 136 000 €, soit 674 € par habitant ;
- total des charges de fonctionnement : 128 000 €, soit 635 € par habitant ;
- total des ressources d'investissement : 91 000 €, soit 448 € par habitant ;
- total des emplois d'investissement : 9 000 €, soit 45 € par habitant ;
- endettement : 1 000 €, soit 3 € par habitant.

Avec les taux de fiscalité suivants :
- taxe d'habitation : 20,19 % ;
- taxe foncière sur les propriétés bâties : 41,80 % ;
- taxe foncière sur les propriétés non bâties : 15,76 % ;
- taxe additionnelle à la taxe foncière sur les propriétés non bâties : 0,00 % ;
- cotisation foncière des entreprises : 0,00 %.

Chiffres clés Revenus et pauvreté des ménages en 2021 : médiane en 2021 du revenu disponible, par unité de consommation : 24 960 €.

### Politique environnementale
Ville fleurie : trois fleurs  au Concours des villes et villages fleuris.

## Population et société

### Démographie

#### Pyramide des âges
L'évolution du nombre d'habitants est connue à travers les recensements de la population effectués dans la commune depuis 1793. Pour les communes de moins de 10 000 habitants, une enquête de recensement portant sur toute la population est réalisée tous les cinq ans, les populations de référence des années intermédiaires étant quant à elles estimées par interpolation ou extrapolation. Pour la commune, le premier recensement exhaustif entrant dans le cadre du nouveau dispositif a été réalisé en 2005.

En 2022, la commune comptait 189 habitants, en évolution de −12,9 % par rapport à 2016 (Vosges : −2,96 %, France hors Mayotte : +2,11 %).
| 1793 | 1800 | 1806 | 1821 | 1831 | 1836 | 1841 | 1846 | 1856 |
| ---- | ---- | ---- | ---- | ---- | ---- | ---- | ---- | ---- |
| 192  | 191  | 205  | 239  | 269  | 290  | 292  | 283  | 240  |

| 1861 | 1866 | 1876 | 1881 | 1886 | 1891 | 1896 | 1901 | 1906 |
| ---- | ---- | ---- | ---- | ---- | ---- | ---- | ---- | ---- |
| 254  | 270  | 236  | 213  | 205  | 191  | 206  | 198  | 181  |

| 1911 | 1921 | 1926 | 1931 | 1936 | 1946 | 1954 | 1962 | 1968 |
| ---- | ---- | ---- | ---- | ---- | ---- | ---- | ---- | ---- |
| 180  | 152  | 137  | 138  | 142  | 142  | 137  | 124  | 125  |

| 1975 | 1982 | 1990 | 1999 | 2005 | 2006 | 2010 | 2015 | 2020 |
| ---- | ---- | ---- | ---- | ---- | ---- | ---- | ---- | ---- |
| 118  | 186  | 231  | 214  | 215  | 214  | 224  | 219  | 196  |

| 2022 | - | - | - | - | - | - | - | - |
| ---- | - | - | - | - | - | - | - | - |
| 189  | - | - | - | - | - | - | - | - |

### Enseignement
Établissements d'enseignements :
- Écoles maternelles et primaires à Mirecourt, Poussay, Mattaincourt, Hymont.
- Collèges à Mirecourt, Dompaire, Charmes, Châtel-sur-Moselle, Thaon-les-Vosges.
- Lycées à Mirecourt, Harol, Thaon-les-Vosges, Mandres-sur-Vair.

### Santé
Professionnels et établissements de santé :
- Médecins à Mirecourt, Mattaincourt, Dompaire, Charmes, Remoncourt, Diarville, Damas-et-Bettegney, Vincey.
- Pharmacies à Mirecourt, Mattaincourt, Dompaire, Charmes, Remoncourt, Diarville, Vincey, Portieux, Nomexy, Lerrain, Châtel-sur-Moselle.
- Hôpitaux à Mirecourt, Mattaincourt, Charmes, Ville-sur-Illon.

### Cultes
- Culte catholique, Paroisse Saint-Pierre-Fourier[34], Diocèse de Saint-Dié.

## Culture locale et patrimoine

### Lieux et monuments

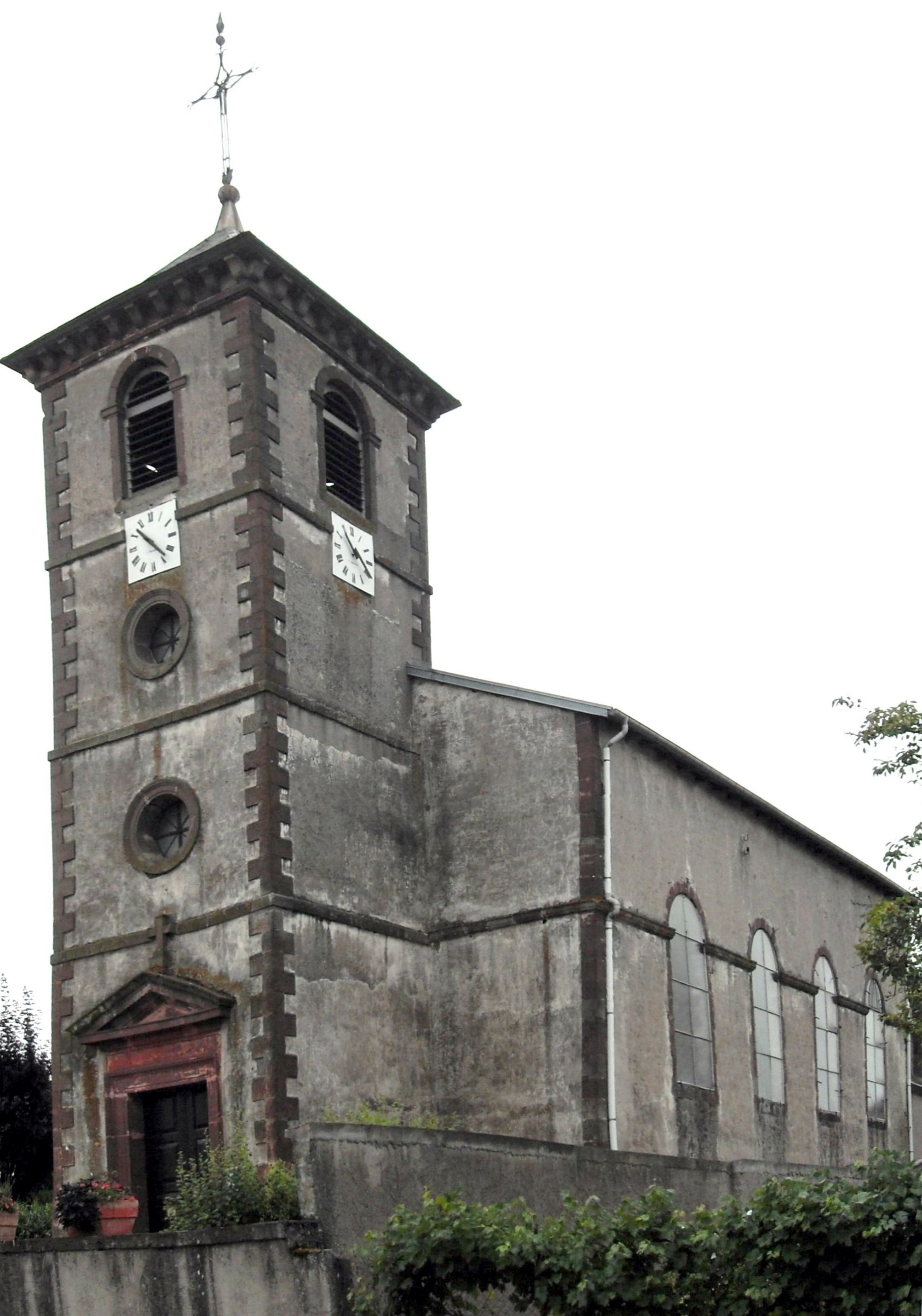
L'église saint Menge.
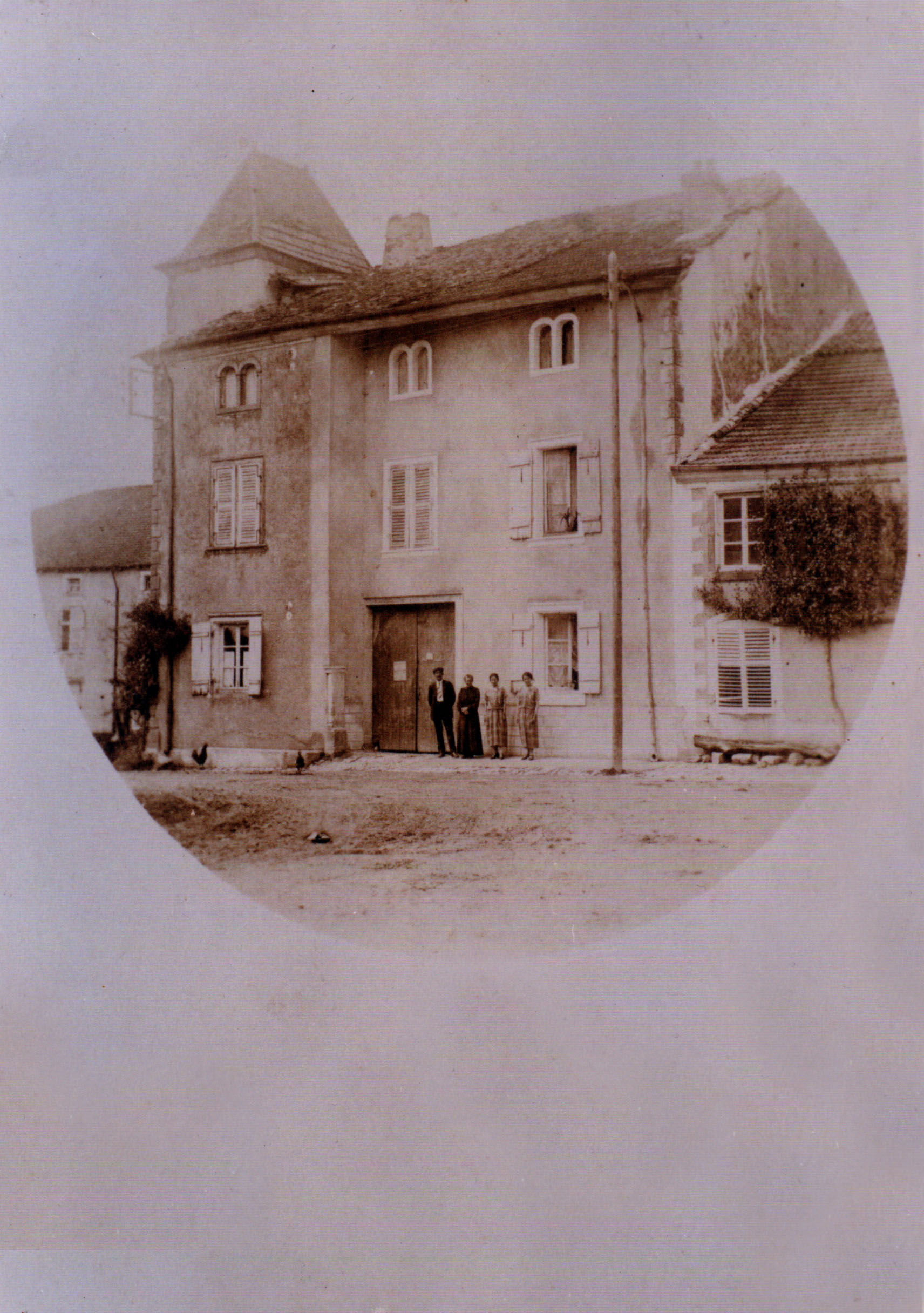
Château du XVIIIe siècle.
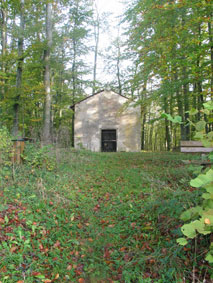
Chapelle de Rabiemeont.
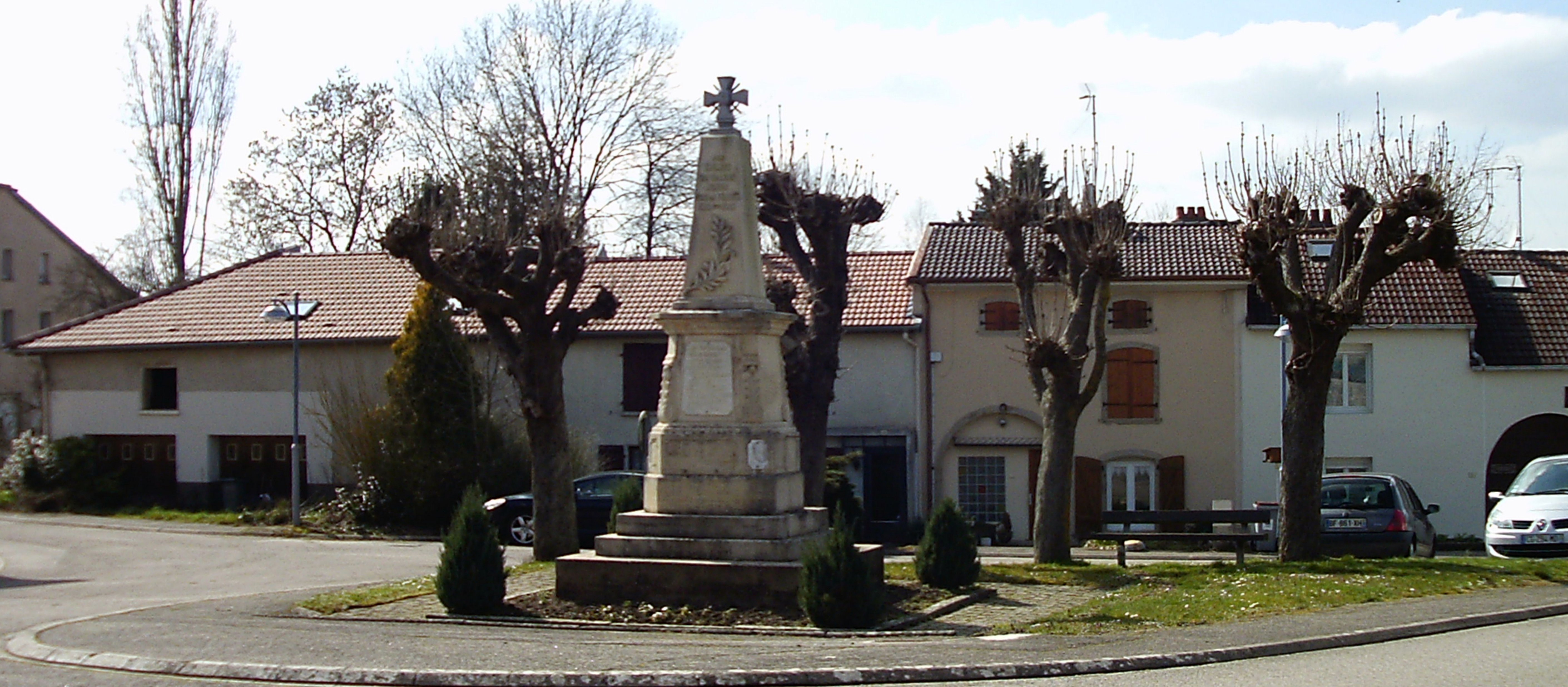
Monument aux morts.
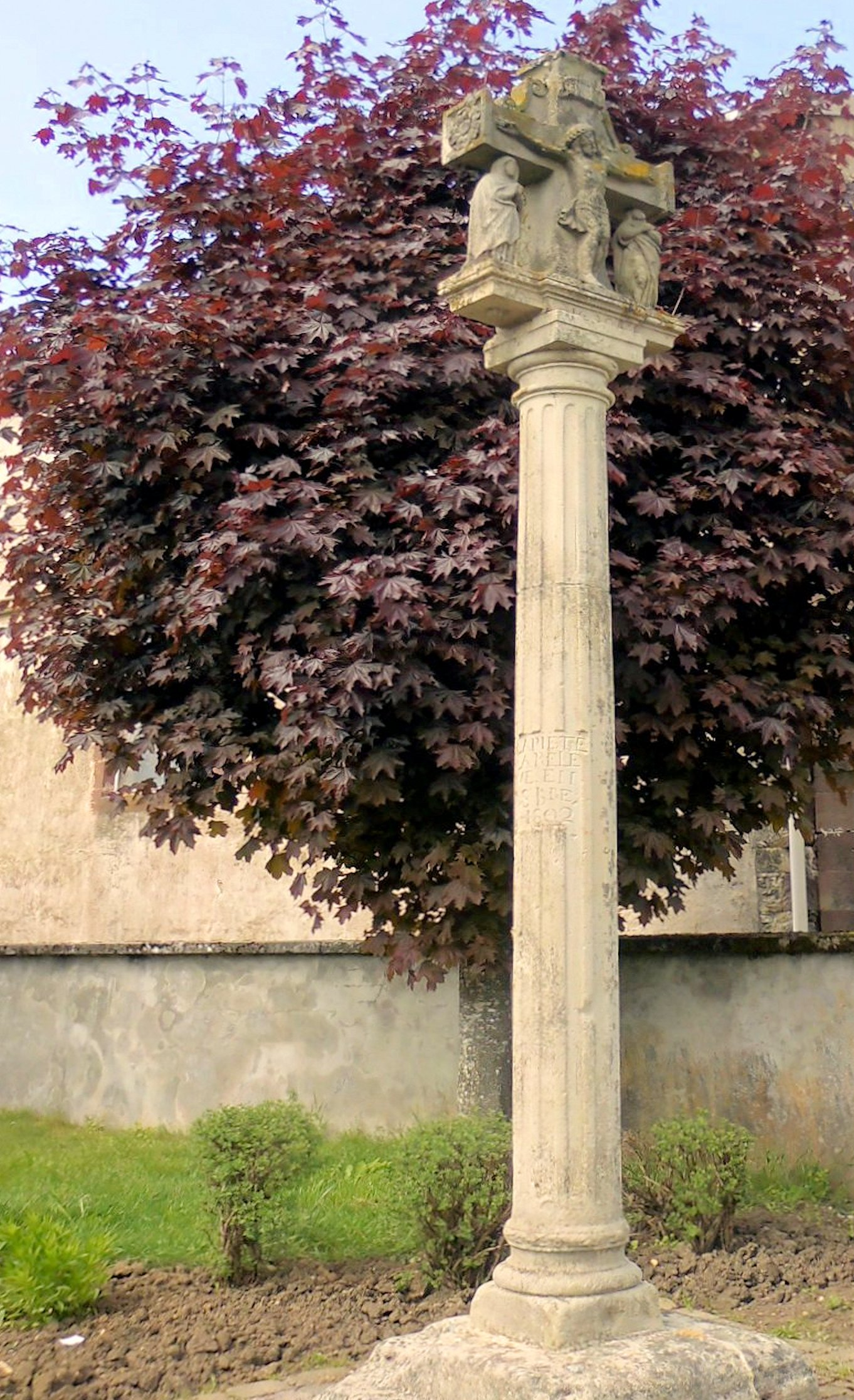
Croix monumentale.

Le bâti ancien est encore bien présent. Les maisons traditionnelles lorraines côtoient l’église, les anciens lavoirs et les fontaines. Les alentours offrent également un riche passé historique : la voie romaine, l’église de Rabiémont, le sentier de randonnée.
Patrimoine religieux :
- L'église, construite en 1845[35], est dédiée à saint Menge (appellation locale de saint Memmie de Châlons), premier évêque de Châlons et protecteur de sainte Menne. Elle est construite en 1842-1846, à l'occasion de l'abandon définitif de la cure de Rabiémont et de la création de la paroisse de Villers. Elle est d'une architecture néoclassique inspirée du XVIIIe siècle.

Statue : Saint Menge.
- L'école est construite en 1848. Elle comprend deux travées : l'école, sur deux niveaux et le logement de l'instituteur.
- Croix monumental, du XVIIe siècle, classée au titre des monuments historiques par arrêté du 27 septembre 1932[37].
- La chapelle de Rabiémont[38].

Villers dépendait à l’origine de la paroisse de Vroville, puis, à partir du XVe siècle, de celle de Rabiémont, village disparu. La paroisse regroupait, en plus des habitants de Villers, les paroissiens des villages voisins d'Avillers et d'Ahéville. L'église s'est dégradée progressivement et a fait l'objet de réparations jusqu'en 1822.
- Monument aux morts[39],[40],[41].

Autres patrimoines :
- Patrimoine rural recensé par le service régional de l'Inventaire général du patrimoine culturel[42]
- La mairie-lavoir.

Le lavoir a été construit en 1858. Le bâtiment est de plan rectangulaire avec montée d'escalier en décrochement latéral, une maçonnerie de moellons enduits, des encadrements des baies et décor de la façade en pierre de taille et un toit à longs pans et croupes couvert de tuiles mécaniques. L'étage sert de mairie tandis que le rez-de-chaussée abrite le lavoir.
- Les châteaux.

Il est fait mention d'une ancienne seigneurie et d'un ancien château fort[réf. incomplète] dit « fief de Villers » mais pas de vestiges visibles. Il semblerait qu'il y ait eu deux châteaux. L'un du XIIIe siècle détruit en 1945, l'autre du XVIIIe siècle. En 1715, les droits utiles et honorifiques de la terre de Villers sont donnés à Charles Mesgnien, prévôt de Mirecourt, qui aurait fait construire selon la tradition le « château » su XVIIIe siècle, également connu comme ancien presbytère (réf. Dictionnaire des châteaux de Lorraine).. C'est un bâtiment d'allure simple. Il est rectangulaire avec simplement deux avant-corps latéraux, perpendiculaire à la voirie.

### Patrimoine naturel
Sentier de randonnées des 3 Fontaines.

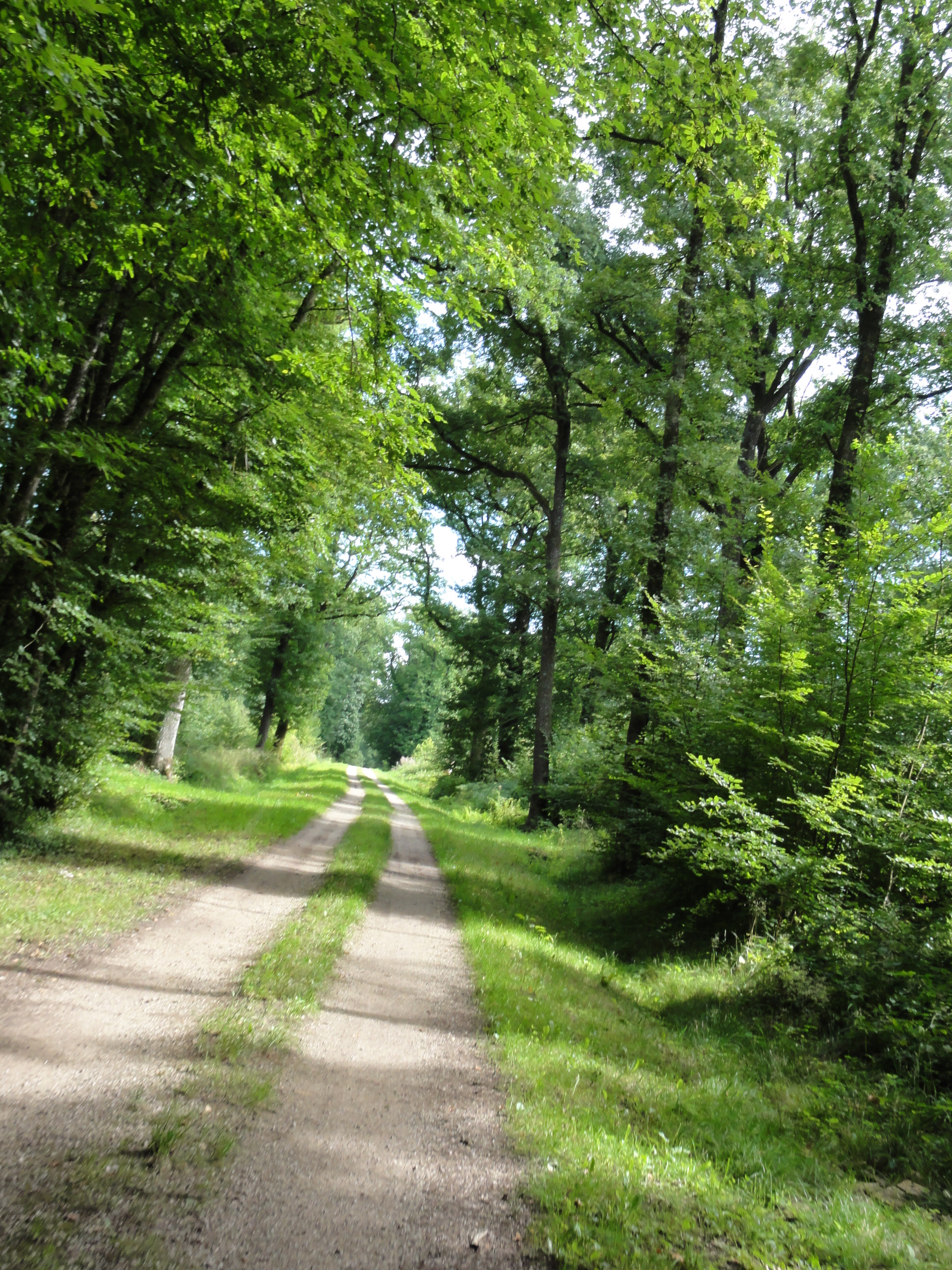
Sentier pédestre et équestre des 3 Fontaines proche de Villers.
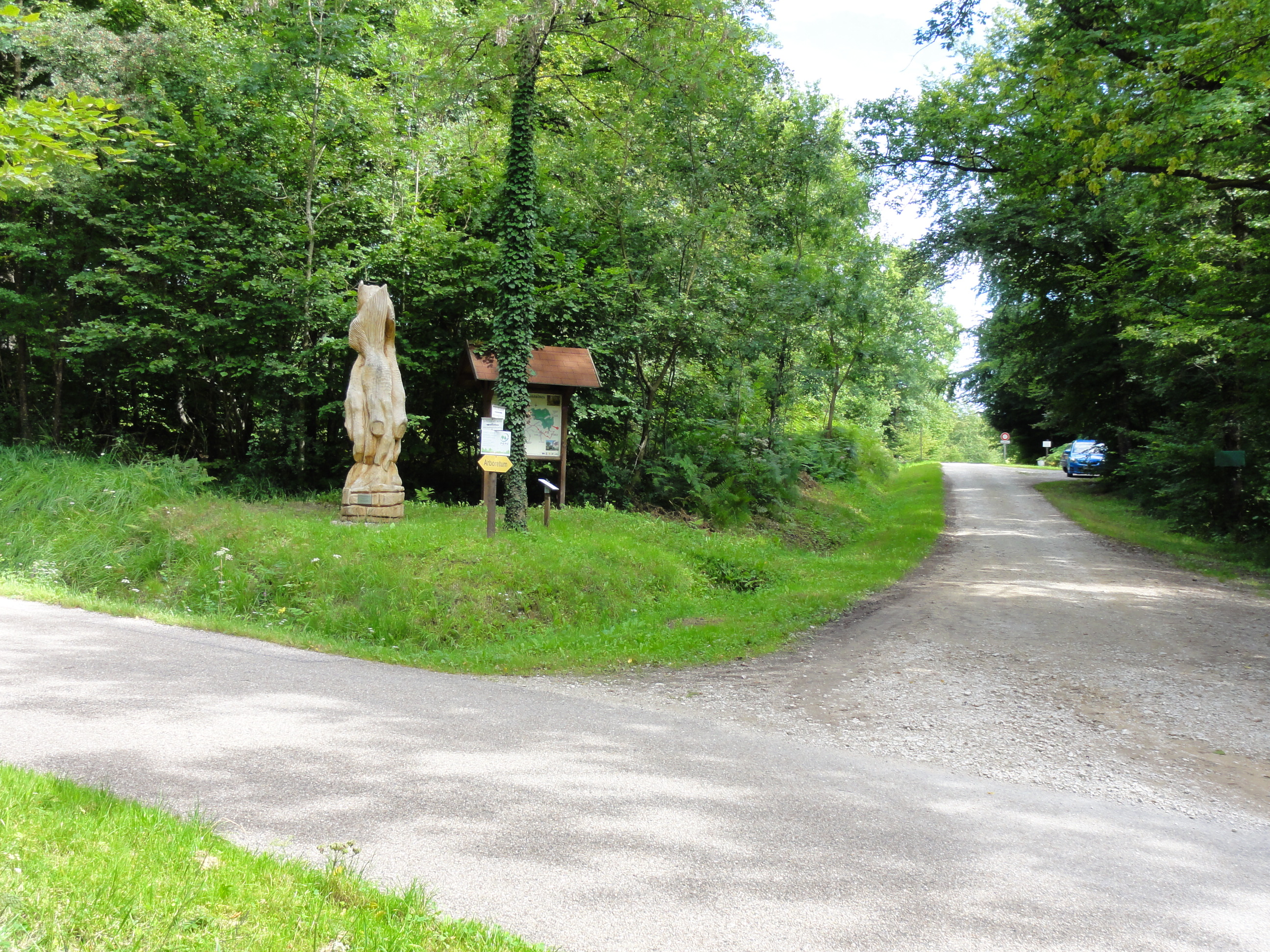
Des sculptures monumentales jalonnent le sentier sur le principe du Land Art (proche de Mirecourt).

## Pour approfondir

### Personnalités liées à la commune
- Jean Ignace Pierre (1740-1796), général des armées de la République, y est né.